# كفر بدران
قرية كفر بدران هي إحدى القرى التابعة لمركز منيا القمح في محافظة الشرقية في جمهورية مصر العربية. حسب إحصاءات سنة 2006، بلغ إجمالي السكان في كفر بدران 2416 نسمة، منهم 1330 رجل و1086 امرأة.